# Giovanni Bonifacio Bagatta
Giovanni Bonifacio Bagatta (* 1649; † 1702) war ein italienischer Theologe und Autor des 17. Jahrhunderts.
Er legte in Verona die Gelübde des Theatinerordens ab und lehrte in Verona Philosophie. Sein umfangreiches lateinisches Hauptwerk sind die Admiranda orbis christiani (Erstausgabe Venedig 1680), in denen er rund 10.000 Wunderbeispiele systematisch ordnete, ein typisches Beispiel barocker Kompilationsliteratur.

## Werke
- Admiranda orbis christiani. 2 Bände. Venedig 1680 Google